# Villancico
Villancico (po španskem villano - vaški; portugalsko pa tudi Vilancete) je bila priljubljena renesančna pesniška in vokalno-glasbena  oblika na Iberskem polotoku. Vsebinsko je bila verska ali posvetna. V 15. in 16. stoletju je mnogo iberskih skladateljev, npr. Juan del Encina ali Pedro de Escobar, komponiralo villancice. V obdobju zgodnjega villancica so besedila peli trije ali štirje glasovi. Pesem je sestavljena iz začetnih verzov, imenovanih mote (uglasbljeni so kot vezni refren »esttribillo«), sledi pa jim ena ali več stanc imenovanih volta, copla ali glosa - vsaka s sedmimi verzi. Med villancicom in obliko canción (cantiga) razlikujemo po številu verzov v motu: če sta dva ali trije, je villancico, če so štirje ali več, je canción. Renesančno glasbeno izročilo villancica je ohranjeno v zbirki Canconiero el Palacio iz leta 1500. V 17. stoletju so skladatelji začeli komponirati enoglasne villancice s spremljavo brenkala vihuele. Topogledno jih lahko pojmujemo kor daljnje predhodnike samospeva. V 18. stoletju so iberski skladatelji pod istim imenom začeli komponirati večstavčne skladbe za pevce, zbor in različne skupine glasbil, ki so podobne kantati. 

## Pesniška oblika
Vsak villancico je navadno razdeljen na pet ali sedem metričnih delov. Če se zadnji verz mote ponovi na koncu vsake stance, je  villancico »popoln«. Primer portugalskega villancica, ki ga je zapisal Luis de Camões:
(Mote:)
Enforquei minha Esperança;
Mas Amor foi tão madraço,
Que lhe cortou o baraço.
(Volta:)
Foi a Esperança julgada
Por setença da Ventura
Que, pois me teve à pendura,
Que fosse dependurada:
Vem Cupido com a espada,
Corta-lhe cerce o baraço.
Cupido, foste madraço.
Kot je razvidno je shema rime abb cddc cbb, ki je tudi najbolj pogosta. Izmed posvetnih tematik so bile najpogostejše pripovedi o podeželju in pastirjih, o »popolni ženski«, neuresničeni ljubezni in posledičnem trpljenju. Iberski pesniki so s tovrstnimi pesmimi močno vplivali na Francesca Petrarco.
V sodobnem času je villancico izraz za špansko narodno božično pesem, ki je izvajana ob spremljavi ljudskih glasbil.